# Interwiki

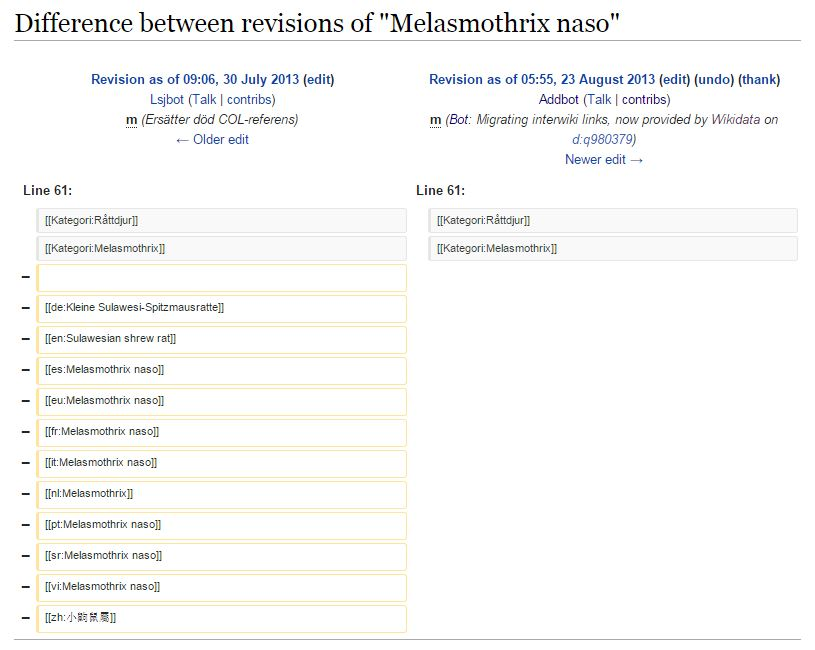
Capture d'écran montrant la suppression de liens interwiki

Un interwiki est un moyen qui facilite la création de liens parmi les nombreux sites wiki sur Internet. Au lieu de demander aux usagers de taper ou recopier une URL complète vers une page wiki, ils utilisent un raccourci. Ces raccourcis varient en fonction de la matrice wiki utilisée.

## Notation
L'écriture des interwiki varie, entre autres, selon le type de wikilien que le wiki utilise. Les deux modèles les plus utilisés sont le camel case et les liens libres (des phrases arbitrairement entourées par des délimiteurs tels que les [[double crochets]]).
Ainsi, les liens interwiki pour un système camel case sont fréquemment de la forme « Code:NomDePage » où Code est un préfixe désignant un autre wiki. Ainsi le lien « Wikipedia:Interwiki » sera interprété en HTML comme un lien vers un article dans la Wikipédia. Pour lier vers une page dont le titre contient un espace, il faut remplacer l'espace par le caractère de soulignement (par exemple : « Wikipedia:Page_d'accueil »).
Les liens libres, tels qu'utilisés pour Wikipédia, suivent le même principe, mais utilisent des délimiteurs pour les liens internes. Ces liens peuvent être parsés et protégés comme s'il s'agissait de liens internes permettant d'inclure des espaces, mais pouvant poser des problèmes avec des caractères spéciaux. Par exemple : [[MeatBall:AssumeGoodFaith]] apparaît en tant que MeatBall:AssumeGoodFaith et apparaît en tant que interwiki.

## Implémentation
La relation entre le code et l'URL est configurée dans une table. Ainsi le code « MeatBall » est mis en relation avec http://usemod.com/cgi-bin/mb.pl. La plupart des systèmes wiki utilisent une URL par page, il suffit donc d'ajouter à la suite de l'URL.
Toutefois, les caractères spéciaux tels que « + » ou « " » peuvent être utilisés pour autre chose. De même, les caractères « ? » et « & » sont interprétés dans les URL et doivent dans la plupart des cas être protégés.
Il n'existe pas, en 2004, d'annuaire des préfixes interwiki. Chaque développeur de logiciel wiki met en place son fichier de relations selon les besoins de ses utilisateurs. Plutôt que de réécrire une telle table, il est plus facile de s'en procurer une de sites comme MeatballWiki et UseModWiki, dont les listes sont publiquement éditables.

## Avantages
Les liens interwiki permettent de facilement connecter différents wikis ayant des thèmes différents, mais des articles se recoupant.
On peut également lier vers des sites n'utilisant pas de système wiki. En effet, la plupart des sites web utilisent une URL par article. Il est alors très facile de lier une page à une ressource de référence sans avoir besoin de connaître l'URL.